# Stefan Karlsson (bandyspelare)
Stefan Karlsson, född 1957, är en svensk bandyspelare, förbundskapten för Sverige och tränare.
Stefan Karlsson började sin bana som spelare i Söderhamnsklubben Brobergs IF som han blev svensk mästare med och flyttade senare till Karlstadsklubben IF Boltic, nuvarande BS BolticGöta, där han blev svensk mästare ett flertal gånger. Han gick sedan till Smålandsklubben Vetlanda BK, där det också blev ett par SM-guld. Han var den första som lyckades med det i tre olika klubbar.
Stefan Karlsson efterträdde Leif Klingborg på posten som bandyns förbundskapten och hade då Kenth Hultqvist som assisterande tränare, vilken sedermera efterträdde honom som förbundskapten. 1999 slutade han på denna post och blev tränare för Hammarby IF i bandy till och med säsongen 2005/2006. Efter en säsongs uppehåll som ledare tog Karlsson hand om tränarrollen i Broberg/Söderhamn Bandy i två säsonger för att 2009/2010 återvända till Hammarby IF, då föreningen vann sitt första SM-guld.
Karlsson tränar sedan säsongen 2012/2013 IFK Vänersborg, blev utbytt i december 2016.